# Mako Ishino
Mako Ishino (石野真子, Ishino Mako) (Ashiya, Hyōgo, 31 de janeiro de 1961) é uma cantora e atriz japonesa.